# Deutsche Kinemathek – Museum für Film und Fernsehen

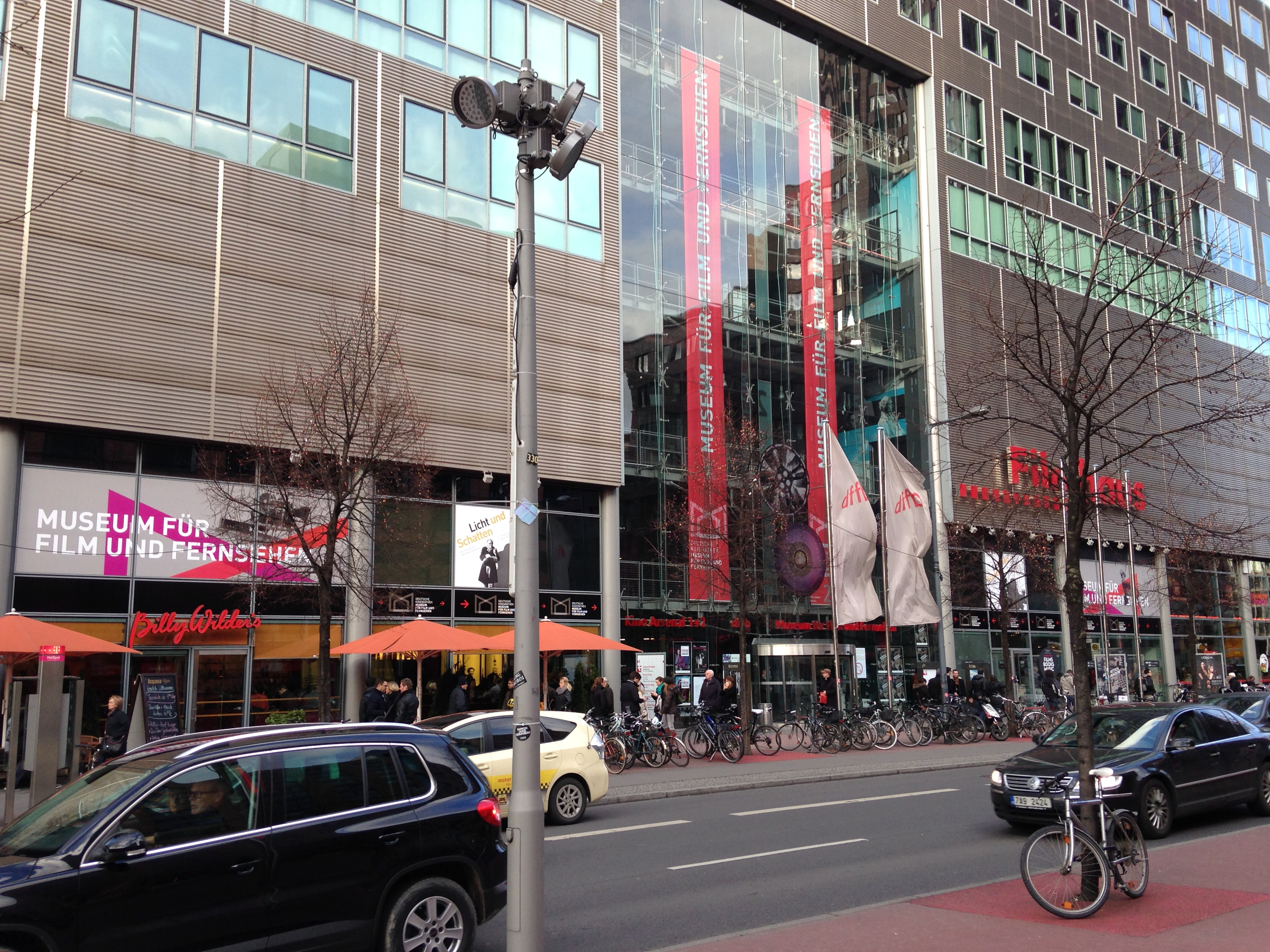
Deutsche Kinemathek, 2014.

Deutsche Kinemathek – Museum für Film und Fernsehen (kallat Deutsche Kinemathek till 1 juni 2006) är ett filmarkiv i Berlin, Tyskland. Det bildades den 1 februari 1963 med utgångspunkt från två privata samlingar som köpts av Berlins senat, en större samling från regissören Gerhard Lamprecht och en mindre från Albert Fidelius. 1971 fick Deutsche Kinemathek formen av en stiftelse.
Filmmuseum Berlin grundades år 2000 som en avdelning inom Deutsche Kinemathek.